# Alfons Berg
Alfons Berg (* 10. Oktober 1955) ist ein ehemaliger deutscher Fußballschiedsrichter.

## Leben
Berg ist Diplom-Ingenieur (FH), verheiratet, lebt in Konz-Niedermennig und arbeitet als Laboringenieur an der Hochschule Trier.

## Fußball
Alfons Berg war seit 1974 Schiedsrichter für den SV Tälchen Krettnach. Zwischen 1989 und 2002 leitete Berg insgesamt 155 Spiele der Ersten Fußball-Bundesliga und von 1986 bis 2002 insgesamt 81 Spiele der 2. Fußball-Bundesliga.
In der Bundesliga-Saison 1991/1992 bewertete er im Spiel Hansa Rostock gegen Eintracht Frankfurt am 16. Mai 1992 in der 77. Spielminute ein Tackling des Rostockers Stefan Böger an Ralf Weber im Rostocker Strafraum nicht als elfmeterwürdig. Beim Spielstand von 1:1 hätte ein verwandelter Elfmeter den Sieg für Eintracht Frankfurt und damit die Meisterschaft 1992 bedeutet.
1997 war Berg Schiedsrichter des Jahres. Er leitete das DFB-Pokal-Finale 2000, das der FC Bayern München gegen Werder Bremen mit 3:0 gewann.